# AFC U-16女子選手権2015
AFC U-16女子選手権2015（英: AFC U-16 Women's Championship 2015）は、2015年11月4日から15日にかけて中国・武漢で開催された第6回目のAFC U-16女子選手権である。この大会は2016 FIFA U-17女子ワールドカップのアジア予選を兼ねており、本大会の上位2チームに出場権が与えられた。

## 出場資格
各チームの登録人数は23人（うち、ゴールキーパーは3人まで）。年齢制限は、誕生日が1999年1月1日以降の選手。

## 本大会

### 出場国
| 出場国               | 出場条件         | 出場決定日     |
| -------------------- | ---------------- | -------------- |
| 日本                 | 前回大会 優勝    | 2014年6月17日  |
| 北朝鮮               | 前回大会 2位     | 2014年6月17日  |
| 中華人民共和国       | 前回大会 3位     | 2014年6月17日  |
| タイ                 | 前回大会 4位     | 2014年6月17日  |
| 韓国                 | 予選グループC1位 | 2014年10月8日  |
| チャイニーズタイペイ | 予選グループD1位 | 2014年10月9日  |
| イラン               | 予選グループB1位 | 2014年10月23日 |
| ウズベキスタン       | 予選グループA1位 | 2014年12月25日 |

### グループリーグ
2015年5月13日にグループリーグの組み合わせが行われた。また開催都市は武漢で行われることもあわせて発表された。
日時は全て現地時間（UTC+8:00）。

#### グループ A
| 順 | チーム         | 試 | 勝 | 分 | 敗 | 得 | 失 | 差  | 点 |
| -- | -------------- | -- | -- | -- | -- | -- | -- | --- | -- |
| 1  | 中華人民共和国 | 3  | 2  | 1  | 0  | 12 | 3  | +9  | 7  |
| 2  | タイ           | 3  | 2  | 0  | 1  | 5  | 5  | 0   | 6  |
| 3  | 韓国           | 3  | 1  | 1  | 1  | 8  | 4  | +4  | 4  |
| 4  | イラン         | 3  | 0  | 0  | 3  | 0  | 13 | −13 | 0  |

| 2015年11月4日 15:00 |

| タイ                                                | 4 - 0    | イラン |
| チェットハブトル 5分, 36分 · ヤオワポン 8分, 90+2分 | レポート |        |

| 漢口文化体育中心（武漢） 観客数: 60人 主審: 梶山芙紗子 |

| 2015年11月4日 19:00 |

| 中華人民共和国                          | 3 - 3    | 韓国                                                                 |
| 謝啓穏 16分 · 張林岩 38分 · 王燕文 72分 | レポート | チェ・ ジョンミン 57分 · クォン・ヒソン 68分 · ムン・ウンジュ 90+4分 |

| 新華路体育中心（武漢） 観客数: 200人 主審: ケイシー・レイベルト |

| 2015年11月6日 15:00 |

| 韓国 | 0 - 1    | タイ                |
|      | レポート | プラム＝ナック 89分 |

| 漢口文化体育中心（武漢） 観客数: 105人 主審: マイ・ホアン・トラン |

| 2015年11月6日 19:00 |

| イラン | 0 - 4    | 中華人民共和国                                  |
|        | レポート | 馬肖蘭 22分, 90+3分 · 陳圓夢 27分 · 王燕文 81分 |

| 新華路体育中心（武漢） 観客数: 150人 主審: ティン・ティン・エイ |

| 2015年11月8日 15:00 |

| 中華人民共和国                                   | 5 - 0    | タイ |
| 馬肖蘭 3分 · 王燕文 11分, 33分 · 金坤 40分, 47分 | レポート |      |

| 新華路体育中心（武漢） 観客数: 200人 主審: ティン・ティン・エイ |

| 2015年11月8日 15:00 |

| イラン | 0 - 5    | 韓国 |
|        | レポート | チェ・ ジョンミン 14分, 30分 · チョン・ミンヨン 25分 (PK) · ムン・ウンジュ 53分 · ヤン・ヒョンジ 90+4分 |

| 漢口文化体育中心（武漢） 観客数: 40人 主審: ケイシー・レイベルト |

#### グループ B
| 順 | チーム               | 試 | 勝 | 分 | 敗 | 得 | 失 | 差  | 点 |
| -- | -------------------- | -- | -- | -- | -- | -- | -- | --- | -- |
| 1  | 日本                 | 3  | 2  | 1  | 0  | 11 | 1  | +10 | 7  |
| 2  | 北朝鮮               | 3  | 2  | 1  | 0  | 10 | 1  | +9  | 7  |
| 3  | ウズベキスタン       | 3  | 1  | 0  | 2  | 3  | 8  | −5  | 3  |
| 4  | チャイニーズタイペイ | 3  | 0  | 0  | 3  | 0  | 14 | −14 | 0  |

| 2015年11月5日 15:00 |

| 日本                                                            | 4 - 0    | ウズベキスタン |
| 長野風花 54分 · 植木理子 60分 · 宮澤ひなた 78分 · 宝田沙織 81分 | レポート |                |

| 新華路体育中心（武漢） 観客数: 50人 主審: シヴァ・ヤリ |

| 2015年11月5日 15:00 |

| 北朝鮮                                                                                    | 5 - 0    | チャイニーズタイペイ |
| キム・ポンウィ 2分 · ソン・ヒャンシム 8分, 33分 · リ・ヘヨン 43分 · リ・ウンジョン 90+3分 | レポート |                      |

| 漢口文化体育中心（武漢） 観客数: 40人 主審: カムヌン・パニパー |

| 2015年11月7日 15:00 |

| ウズベキスタン | 0 - 4    | 北朝鮮                                                    |
|                | レポート | キム・ポンウィ 45+3分, 55分, 78分 · チェ・ウンチョン 71分 |

| 漢口文化体育中心（武漢） 観客数: 40人 主審: シヴァ・ヤリ |

| 2015年11月7日 15:00 |

| チャイニーズタイペイ | 0 - 6    | 日本                                                                                     |
|                      | レポート | 遠藤純 18分 · 金勝里央 24分 (PK) · 宮澤ひなた 31分, 38分 · 高橋はな 40分 · 小嶋星良 88分 |

| 新華路体育中心（武漢） 観客数: 50人 主審: パク・ジヨン |

| 2015年11月9日 15:00 |

| 日本          | 1 - 1    | 北朝鮮               |
| 高橋はな 63分 | レポート | ソン・ヒャンシム 2分 |

| 新華路体育中心（武漢） 観客数: 100人 主審: マイ・ホアン・トラン |

| 2015年11月9日 15:00 |

| チャイニーズタイペイ | 0 - 3    | ウズベキスタン                                          |
|                      | レポート | アンジエワ 45+1分 · クルボノワ 75分 · ナザルクロワ 88分 |

| 漢口文化体育中心（武漢） 観客数: 35人 主審: カムヌン・パニパー |

### 決勝トーナメント
|  | 準決勝         | 準決勝   |          |                | 決勝 | 決勝 |
|  |                |          |          |                |      |      |
|  | 11月12日       |          |          |                |      |      |
|  | 日本           | 8        |          |                |      |      |
|  | タイ           | 0        |          |                |      |      |
|  |                |          | 11月15日 |                |      |      |
|  | 日本           | 0        |          |                |      |      |
|  |                | 北朝鮮   | 1        |                |      |      |
|  |                |          |          |                |      |      |
|  | 3位決定戦      |          |          |                |      |      |
|  | 11月12日       | 11月12日 | 11月15日 | 11月15日       |      |      |
|  | 中華人民共和国 | 1        | タイ     | 0              |      |      |
|  | 北朝鮮         | 2        |          | 中華人民共和国 | 8    |      |

#### 準決勝
| 2015年11月12日 15:00 |

| 日本                                                                                           | 8 - 0    | タイ |
| 植木理子 5分, 68分 · 高橋はな 16分 · 遠藤純 36分, 75分 · 宮澤ひなた 55分, 56分 · 宝田沙織 84分 | レポート |      |

| 新華路体育中心（武漢） 観客数: 100人 主審: ティン・ティン・エイ |

| 2015年11月12日 19:00 |

| 中華人民共和国 | 1 - 2    | 北朝鮮               |
| 張林岩 62分    | レポート | リ・ヘヨン 2分, 87分 |

| 新華路体育中心（武漢） 観客数: 280人 主審: ケイシー・レイベルト |

#### 3位決定戦
| 2015年11月15日 15:00 |

| 中華人民共和国                                                                            | 8 - 0    | タイ |
| 趙宇傑 14分 · 王燕文 19分, 89分 (PK) · 謝啓穏 21分 (26), 66分 · 金坤 32分 · 沈夢雨 90+1分 | レポート |      |

| 新華路体育中心（武漢） 観客数: 100人 主審: 梶山芙紗子 |

#### 決勝
| 2015年11月15日 19:00 |

| 北朝鮮          | 1 - 0    | 日本 |
| リ・ヘヨン 41分 | レポート |      |

| 新華路体育中心（武漢） 観客数: 205人 主審: カムヌン・パニパー |

## 優勝国
| AFC U-16女子選手権2015優勝国 |
| ---------------------------- |
| · 北朝鮮 · 4大会ぶり2回目    |

## 表彰
今大会の各種表彰は以下のように発表された。
| 大会最優秀選手 | 大会得点王      | フェアプレー賞 |
| -------------- | --------------- | -------------- |
| リ・ヘヨン     | 王燕文（6得点） | 日本           |

## 2016 FIFA U-17女子ワールドカップ出場国
- 日本
- 北朝鮮